# 千歳村 (京都府)
千歳村（ちとせむら）は、京都府南桑田郡にあった村。現在の亀岡市千歳町各町にあたる。

## 地理
- 山岳：牛松山

## 歴史
- 1875年（明治8年） - 近世以来の出雲村・中村・江島里村・小口村が合併して千歳村となる。
- 1889年（明治22年）4月1日 - 町村制の施行により、千歳村、国分村、毘沙門村の区域をもって発足。
- 1955年（昭和30年）1月1日 - 亀岡町、東別院村、西別院村、曽我部村、吉川村、薭田野村、本梅村、畑野村、宮前村、大井村、千代川村、馬路村、旭村、河原林村、保津村と合併して亀岡市が発足。同日千歳村廃止。千歳村域は亀岡市の大字千歳町（ちとせちょう）となる。